# Saint John (Canada)
Saint John (in francese Saint-Jean, in gaelico scozzese Naomh Eòin) è una città del Canada nella provincia del Nuovo Brunswick, situata alla foce del fiume Saint John, sulla riva nord della baia di Fundy.

## Descrizione
Con una popolazione di 68.000 abitanti (2006) è la città più popolosa della provincia del Nuovo Brunswick.
Prende il nome dal fiume Saint John, così chiamato dall'esploratore francese Samuel de Champlain perché arrivò nella zona il giorno di San Giovanni Battista del 1604.
È la città canadese di più antica incorporazione (1785).